# لوتوبروک-فولوارک
لوتوبروک-فولوارک (به لاتین: Lutobrok-Folwark) یک روستا در لهستان است که در گمینا زاتوره واقع شده‌است.